# Arte cicládico

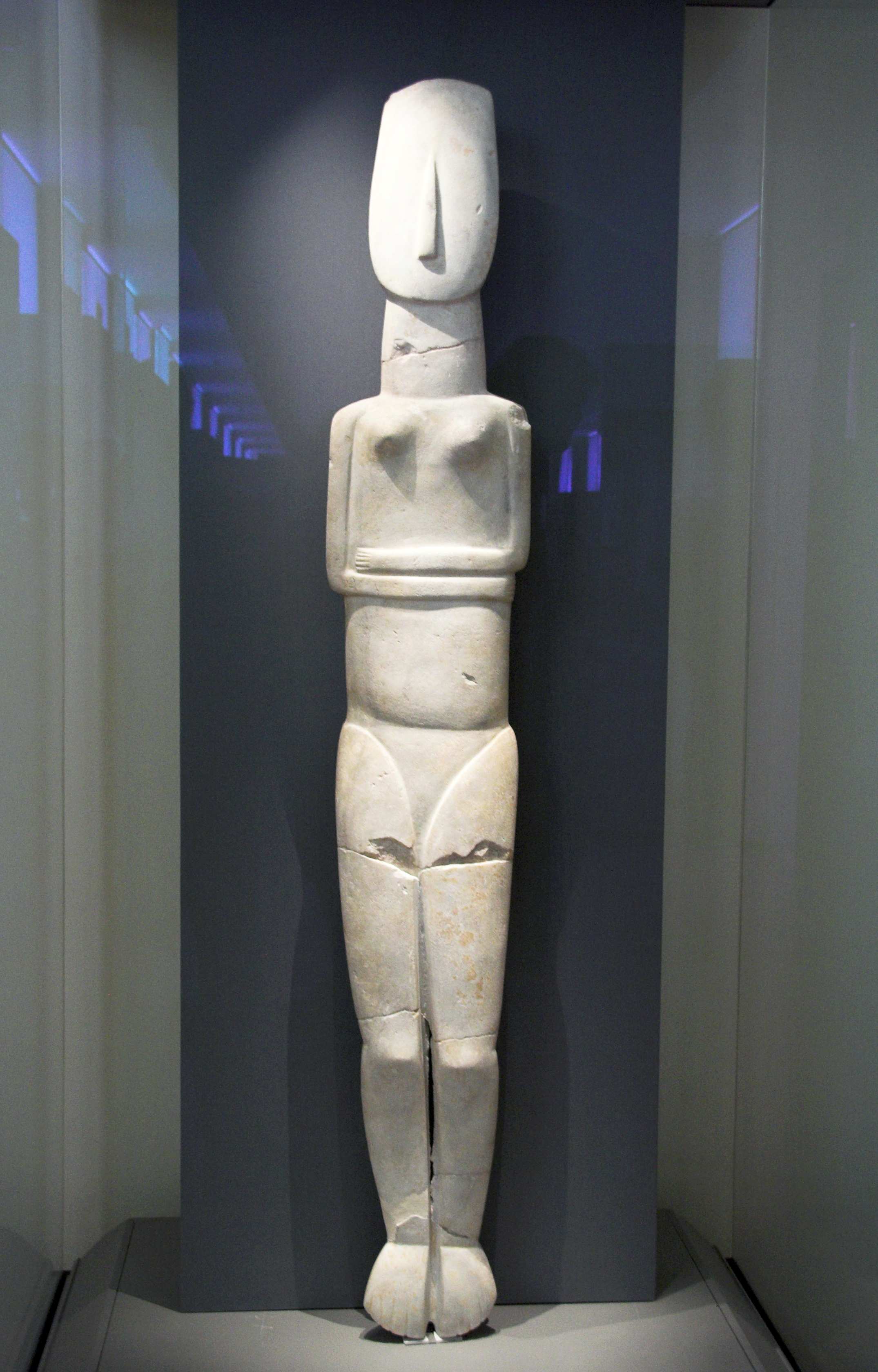
El Ídolo de Amorgos

El arte cicládico se desarrolla durante el periodo Cicládico, aproximadamente desde el 3300 a. C. al 2000 a. C., en las islas Cícladas, en el mar Egeo (Grecia).

## Escultura

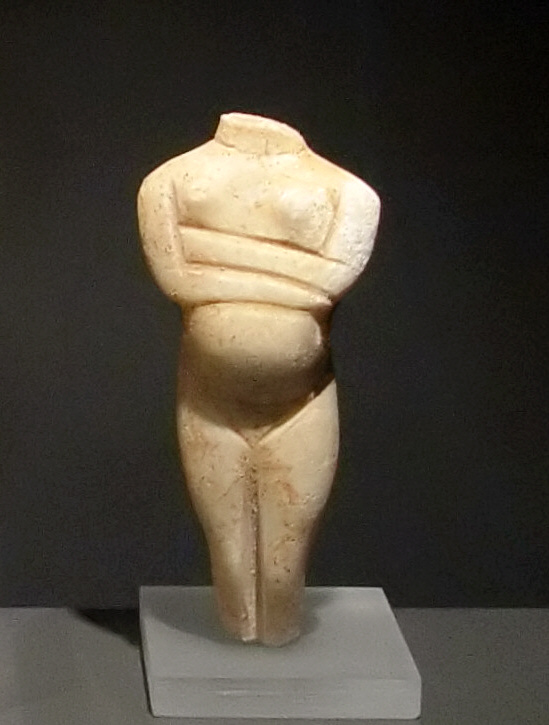
Figura de mujer con los brazos cruzados sobre el estómago.

Lo más característico del arte cicládico del tercer milenio a. C. son las esculturas de mármol, más conocidas como figurillas, que tienen un tamaño pequeño o mediano, son antropomorfas y tienden al esquematismo. Su presencia en las tumbas de cista sugiere que tenían una función funeraria pero también han aparecido en contextos habitacionales. Con escaso instrumental de cobre, el suave modelado de los ídolos cicládicos se conseguía a través del desgaste de la pieza de mármol con la piedra de esmeril. En la isla de Naxos se explotaban minas de corindón, mineral cristalino de inmejorable calidad, la llamada piedra esmeril con la que se repasaba y pulimentaba cada figura.
En la evolución de la estatuaria cicládica existen dos grandes corrientes paralelas a partir de las esculturas neolíticas. Sendas líneas evolutivas corresponden, por un lado, a las siluetas esquemáticas del tipo de «caja de violín» y por el otro, a las «realistas»:
- El tipo de caja de violín tiene su etapa de apogeo en la primera mitad del III milenio a. C. (Cicládico Antiguo I y parte del II). Sin embargo, en los inicios del Cicládico Medio (hacia el 1900 a. C.) también llega a haber ejemplos de este estilo en Filacopí (Milo).
- La serie realista o de brazos cruzados, sin embargo, tiene su apogeo en la etapa del Cicládico Antiguo II final y III, aproximadamente entre 2400 y 2000 a. C.

En una fase avanzada aparecen algunas figuras más heterogéneas, como los célebres músicos: el Flautista de Keros y el Arpista de Keros.
Acerca del significado de estas figuras se ha sugerido que podrían tener una función de protectoras de los muertos (en este sentido, se las ha relacionado con los ushebtis egipcios) o bien representar a la diosa de la fertilidad, o bien ser sustitutos de sacrificios humanos, o bien representaciones de antepasados. 
Los ídolos cicládicos aparecen también en algunas tumbas fuera del área de las islas Cícladas, como en Kumasa (Creta).

## Cerámica

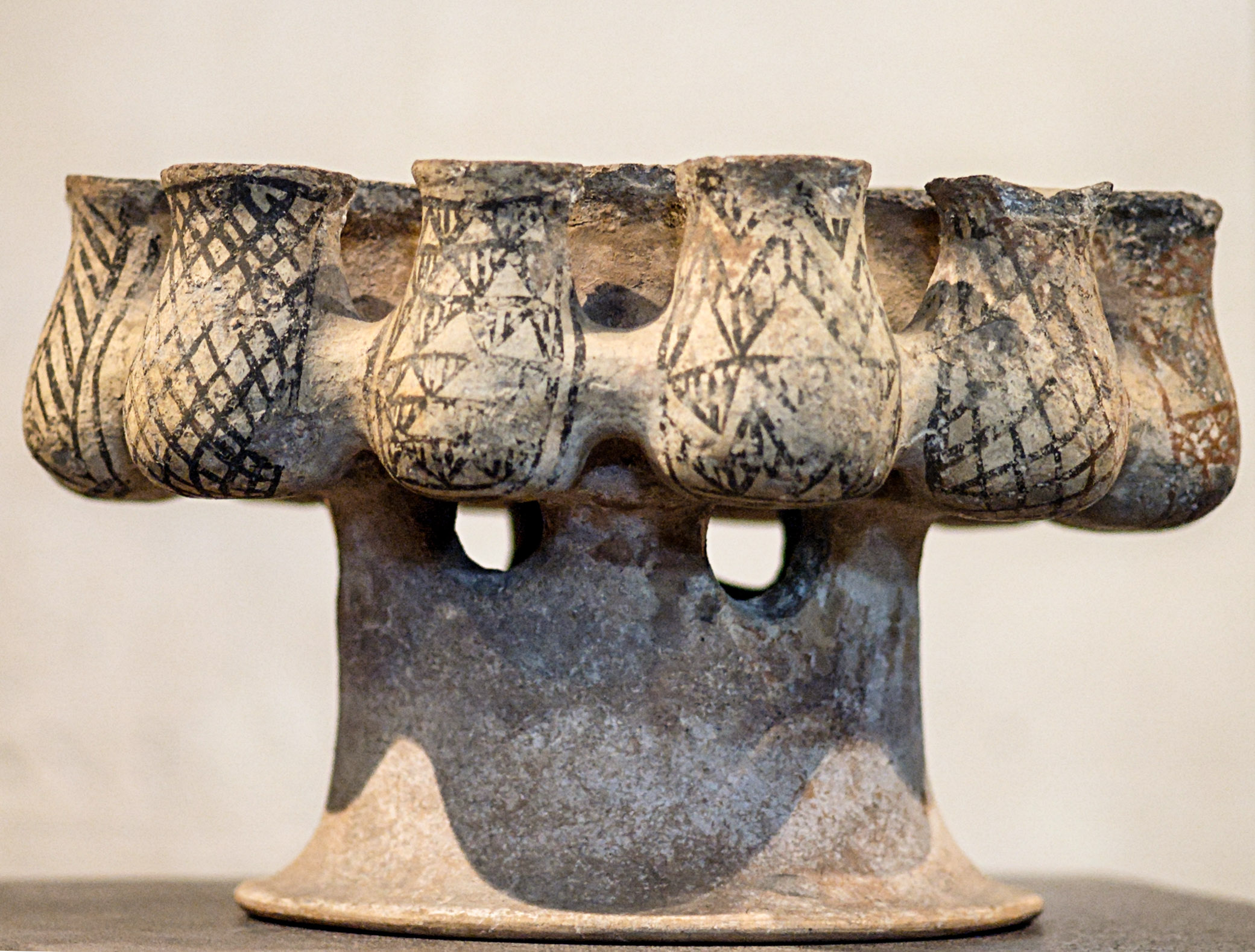
Kernos cicládico.

Las formas de cerámica de la civilización cicládica son muy variadas, aunque hay dos que son las más características: los kernos y las «sartenes».
Los kernos están compuestos de un pie común que sostiene numerosos recipientes de pequeño tamaño y que está destinado a funciones rituales; probablemente a la realización de libaciones.
Las «sartenes» son piezas de cerámica de forma lenticular que aparecen decoradas con muy diversas figuras entre las que se encuentran espirales —que representan las olas del mar—, motivos geométricos e incluso en ocasiones con representaciones de barcos. Su función no está clara y se ha sugerido que también tuviera funciones relacionados con rituales, o que se rellenara de agua para servir como espejo, entre otras hipótesis. Hay diferentes tipologías entre las que se encuentra el tipo Kampos, que tiene una sola asa y la decoración compuesta por espirales en torno a una estrella central; y el tipo Siros, que tiene dos asas, decoración con círculos concéntricos o espirales, y a veces aparecen representados barcos o el triángulo púbico femenino.
Además de estas dos formas, también se fabricaron en cerámica Askos con formas de animales, botellas de cuello en forma de cono, lámparas de aceite y otros tipos de recipientes.

## Artes menores

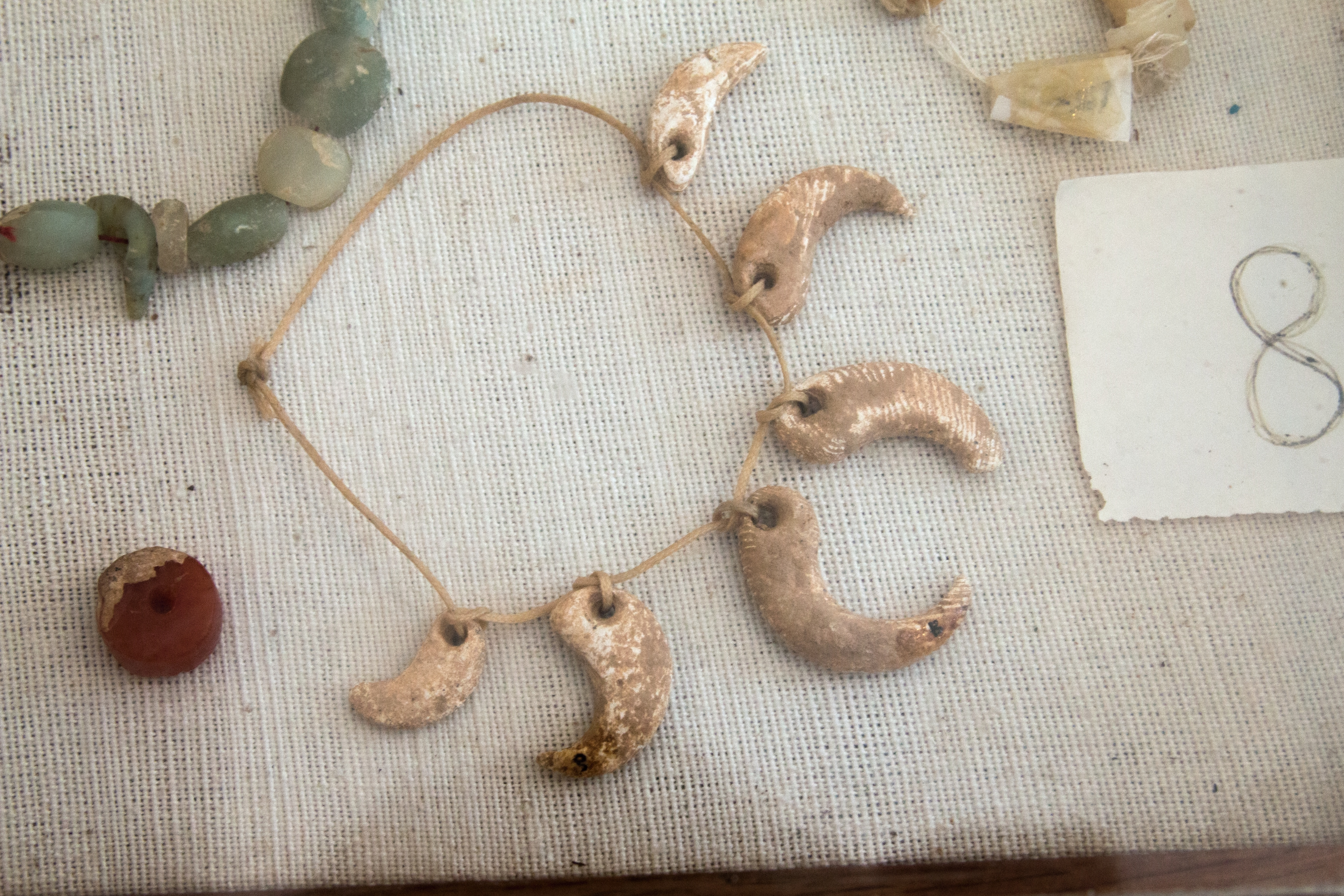
Adorno cicládico expuesto en la Colección Arqueológica de Apératos.

Dentro de la joyería cicládica destaca una serie de diademas y otros adornos hechos de finas láminas de oro o plata en forma de florecillas o cintas. Sobresale una diadema en plata hallada en Jalandrianí (Siros), decorada a base de líneas de punteado con punzón y que representa a un ídolo en forma de ave y un gran perro con collar.
Otro tipo de objetos que alcanzó gran difusión fue el de las vasijas pétreas. Paralelamente al apogeo de su escultura se fabricaban recipientes de piedra de gran calidad. De este mismo material son muy abundantes en las Cícladas las cajas o píxides adornadas con espirales en relieve o líneas incisas. Entre ellas destaca una píxide de esteatita en forma de granero procedente de Milo.